# St. Stephen’s Church (Boston)
Die St. Stephen’s Church (ehem. New North Church) ist ein römisch-katholisches Kirchengebäude in der Stadt Boston im Bundesstaat Massachusetts der Vereinigten Staaten. Sie befindet sich in der 401 Hanover Street im Stadtteil North End und ist die letzte noch stehende Kirche, die von dem Bostoner Architekten Charles Bulfinch entworfen wurde.

## Entwurf und Bau
Das Gebäude wurde aus Backsteinen errichtet und besitzt weiße Pilaster auf der Fassade. Den oberen Abschluss bilden ein Uhrturm sowie ein Glockenturm. Die Kirche war ursprünglich das zweite Bauwerk der New North Religious Society, einer kongregationalen Vereinigung. Die Grundsteinlegung erfolgte am 23. September 1802 und am 2. Mai 1804 wurde die Kirche eingeweiht. Drei Tage später schrieb der Columbian Centinel:

“The exterior is in a bold and commanding style; the front is decorated with stone pilasters of a composed order; a series of attic pilasters over them, a tower and a cupola, terminated with a handsome vane, about 100 feet from the foundation. The inside is a perfect square of 72 feet; two ranges of dorick columns under the galleries, and Corinthian over them, support the ceiling, which rises in an arch of moderate elevation in the centre.”

„Das Äußere des Gebäudes hat einen gewagten und zugleich eindrucksvollen Stil; die Front ist mit steinernen Pilastern verziert, deren Anordnung gezielt aufeinander abgestimmt ist; eine Folge von Dachpfeilern befindet sich über ihnen, ebenso wie ein Turm und eine Kuppel, die mit einer wohlgeformten Wetterfahne abgeschlossen wird und etwa 100 ft (30,48 m) über dem Boden aufragt. Das Innere ist ein perfektes Quadrat von 72 ft (21,95 m) Kantenlänge; unter den Seitenschiffen gibt es jeweils zwei übereinander stehende Säulenreihen in Dorischer Ordnung (unten) und Korinthischer Ordnung (oben), welche die Decke stützen, die in einem Bogen mit moderatem Anstieg bis zum höchsten Punkt der Kuppel führt.“

Die Spezifikationen von Bulfinch zeigen jedoch, dass die Kirche lediglich „nahezu“ quadratisch entworfen wurde – ihre Innenmaße betragen nach den Plänen 70 ft (21,34 m) in der Länge und 72 ft (21,95 m) in der Breite. Ein querverlaufender Bereich des Daches zeigt aufwendige Verzierungen, die identisch zu denen der Holy Cross Church sind. Teile der Holzkonstruktion der alten Kirche (erbaut 1714, Neubau 1730) wurden wiederverwendet, und während der Restaurierung 1964 bis 1965 wurde die Unterfangung als vollständig intakt vorgefunden. Der Bau des Daches erfolgte jedoch mit weit weniger Können, so dass ernsthafte Undichtigkeiten entstanden, die erst einige Jahre nach der Einweihung durch eine Erhöhung der Dachneigung und Abdichtung mittels importiertem Schiefer beseitigt werden konnten.
Die Baukosten der Kirche betrugen 26.570 US-Dollar, wobei die Summe nahezu vollständig durch den Verkauf von Kirchenbänken aufgebracht wurde. Charles Shaw beurteilte das Gebäude als „ein geräumiges Backsteinhaus“, während William Bentley, der die Bauzeit für zu lang hielt, ihm immerhin „guten Stil“ attestierte.

## Konfessionen

### Unitarisch
Wie auch viele andere Kirchengemeinden dieser Zeit konvertierte die New North zum Unitarismus. Von 1813 bis 1849 war Reverend Dr. Francis Parkman (1788–1852), Vater des Historikers Francis Parkman und eloquenter Prediger, ihr Pfarrer. Im Jahr 1822 beschwerte sich die Kirche darüber, dass „die jungen Gentlemen, die Ehefrauen in anderen Teilen der Stadt geheiratet haben, Schwierigkeiten damit haben, diese dazu zu überreden, ihre Vornehmheit so weit zurückzustellen, dass sie an der Messe in der North End teilnehmen könnten“. Parkman selbst zog es vor, in der Nähe des Bowdoin Square zu wohnen.

### Römisch-katholisch
Im Jahr 1862 änderte sich die Zusammensetzung der Gemeinde erheblich durch den Einfluss irischer Katholiken. Die Kirche wurde an den katholischen Bischof von Boston, John Bernard Fitzpatrick, verkauft und in St. Stephen's umbenannt. Im Zuge der Konversion wurde die Wetterfahne entfernt, ein Spitzdach über die ursprüngliche Kuppel nach dem Vorbild der Holy Cross Church gebaut sowie ein Kreuz und eine Uhr hinzugefügt. Entweder zu dieser Zeit oder nach einem Brand im Jahr 1897 wurden die Bogenfenster hinter dem Altar verbaut und weitere Änderungen im Inneren vorgenommen. Im Zuge der Erweiterung der Hanover Street im Jahr 1870 wurde das Gebäude 16 ft (4,88 m) zurückgesetzt und mehr als 6 ft (1,83 m) über die ursprünglichen Grundmauern erhöht.
Die Gemeinde wurde 1992 aufgelöst. Das Kirchengebäude wird heute durch die Missionary Society of St. James genutzt.

## Restaurierung
1964 autorisierte Richard Kardinal Cushing die Restaurierung des Kirchengebäudes, die unter anderem die Absenkung auf das ursprüngliche Fundament und die Rekonstruktion der Kuppel umfasste. Der zuständige Architekt war Chester F. Wright, während die Bauarbeiten von der Isaac Blair & Co. ausgeführt wurden, die bereits fast ein Jahrhundert zuvor die Kirche von Grund auf gebaut hatten. Während der Restaurierung wurde vorsichtig nach Spuren der ursprünglichen Bausubstanz gesucht. In diesem Zuge wurden die alte, mit Kupfer verkleidete Kuppel unterhalb des neuen Daches sowie die im Portal der Kirche eingemauerten originalen Eingangstüren gefunden.
Die Innenräume sind nicht vollständig im Bulfinch-Design erneuert worden, obwohl die Kanzel und die Kirchenbänke Kopien der Originale sind, die lange Zeit in der Billerica Church aufbewahrt wurden. Die Pilaster aus Sandstein an der Fassade wurden weiß gestrichen, um Marmor zu simulieren, wie er bei einigen noch stehenden alten Häusern im Stadtteil Beacon Hill zu sehen ist.

## Beziehungen zurKennedy-Familie
Der ehemalige Bostoner Bürgermeister John F. Fitzgerald war Mitglied der Gemeinde von St. Stephen. Seine Tochter Rose Fitzgerald Kennedy wurde hier im Jahr 1890 getauft und 1995 beerdigt.